# Gran Premio di Miami
Il Gran Premio di Miami (in inglese: Miami Grand Prix) è una gara automobilistica che si svolge in Formula 1 dal 2022, al Miami International Autodrome, situato a Miami Gardens, negli Stati Uniti d'America.

## Storia
Dopo aver inizialmente testato i layout di ben 75 circuiti e 36 diverse varianti nel centro di Miami nell'agosto 2017, gli organizzatori, Liberty Media e Apex Circuit Design hanno spostato la loro attenzione su un sito a poche miglia a nord due anni dopo. L'intento iniziale era ospitare l'evento nella città di Miami per il campionato 2019 proposto come primo anno utile per la gara. In seguito, però, per via di alcune complicazioni dovute ai piani di costruzione e sviluppo del tracciato nella zona del porto e vari problemi burocratici, è stata presentata una proposta per una gara nel 2021 all'Hard Rock Stadium. Concentrandosi sul sito attuale, l'attuale configurazione presenta una pista composta da 19 curve con al centro l'Hard Rock Stadium, una velocità media di circa 223 km/h e massima di 320 km/h.
Il Gran Premio entra in pianta stabile a partire dal campionato 2022 tramite un contratto decennale, con la gara che si svolge all'Autodromo Internazionale di Miami. Miami diventa quindi l'undicesima località statunitense ad ospitare un evento dopo che la Formula 1 era tornata sul suolo americano nel 2012, con il Gran Premio degli Stati Uniti d'America, per la prima volta dal 2007. Il 23 maggio 2021 è ufficialmente annunciata la data dell'evento, dal 6 all'8 maggio. Il Gran Premio, per l'edizione 2022, è denominato ufficialmente Crypto.com Miami Grand Prix per motivi di sponsorizzazione. Le edizioni del 2024 e del 2025, che hanno ospitato una delle sei Sprint del campionato, hanno stabilito un record di 275 000 spettatori durante il weekend di gara, battendo il record precedente di 270 491 spettatori registrato nell'edizione del 2023. La gara breve si svolge anche nel 2026. Il 2 maggio 2025 viene annunciato che il Gran Premio resta in calendario fino al 2041, per effetto dell'estensione decennale dell'esistente contratto con il promoter South Florida Motorsports.

## Albo d'oro
| Anno | Circuito | Pilota         | Vettura                    | Resoconto |
| ---- | -------- | -------------- | -------------------------- | --------- |
| 2022 | Miami    | Max Verstappen | Red Bull Racing-RBPT       | Resoconto |
| 2023 | Miami    | Max Verstappen | Red Bull Racing-Honda RBPT | Resoconto |
| 2024 | Miami    | Lando Norris   | McLaren-Mercedes           | Resoconto |
| 2025 | Miami    | Oscar Piastri  | McLaren-Mercedes           | Resoconto |

## Statistiche
Le statistiche si riferiscono alle sole edizioni valide per il campionato del mondo di Formula 1 e sono aggiornate al Gran Premio di Miami 2025.

### Vittorie per pilota
| Pos. | Pilota         | Vittorie |
| ---- | -------------- | -------- |
| 1    | Max Verstappen | 2        |
| 2    | Lando Norris   | 1        |
| =    | Oscar Piastri  | 1        |

### Vittorie per costruttore
| Pos. | Costruttore | Vittorie |
| ---- | ----------- | -------- |
| 1    | Red Bull    | 2        |
| =    | McLaren     | 2        |

### Vittorie per motore
| Pos. | Motore     | Vittorie |
| ---- | ---------- | -------- |
| 1    | Mercedes   | 2        |
| 2    | RBPT       | 1        |
| =    | Honda RBPT | 1        |

### Pole position per pilota
| Pos. | Pilota          | Pole |
| ---- | --------------- | ---- |
| 1    | Max Verstappen  | 2    |
| 2    | Charles Leclerc | 1    |
| =    | Sergio Pérez    | 1    |

### Pole position per costruttore
| Pos. | Costruttore | Pole |
| ---- | ----------- | ---- |
| 1    | Red Bull    | 3    |
| 2    | Ferrari     | 1    |

### Pole position per motore
| Pos. | Motore     | Pole |
| ---- | ---------- | ---- |
| 1    | Honda RBPT | 3    |
| 2    | Ferrari    | 1    |

### Giri veloci per pilota
| Pos. | Pilota         | GPV |
| ---- | -------------- | --- |
| 1    | Max Verstappen | 2   |
| 2    | Oscar Piastri  | 1   |
| =    | Lando Norris   | 1   |

### Giri veloci per costruttore
| Pos. | Costruttore | GPV |
| ---- | ----------- | --- |
| 1    | Red Bull    | 2   |
| =    | McLaren     | 2   |

### Giri veloci per motore
| Pos. | Motore     | GPV |
| ---- | ---------- | --- |
| 1    | Mercedes   | 2   |
| 2    | RBPT       | 1   |
| =    | Honda RBPT | 1   |

### Podi per pilota
| Pos. | Pilota           | Podi |
| ---- | ---------------- | ---- |
| 1    | Max Verstappen   | 3    |
| 2    | Charles Leclerc  | 2    |
| =    | Lando Norris     | 2    |
| 4    | Carlos Sainz Jr. | 1    |
| =    | Sergio Pérez     | 1    |
| =    | Fernando Alonso  | 1    |
| =    | George Russell   | 1    |
| =    | Oscar Piastri    | 1    |

### Podi per costruttore
| Pos. | Costruttore  | Podi |
| ---- | ------------ | ---- |
| 1    | Red Bull     | 4    |
| 2    | Ferrari      | 3    |
| =    | McLaren      | 3    |
| 4    | Aston Martin | 1    |
| =    | Mercedes     | 1    |

### Podi per motore
| Pos. | Motore     | Podi |
| ---- | ---------- | ---- |
| 1    | Mercedes   | 5    |
| 2    | Ferrari    | 3    |
| =    | Honda RBPT | 3    |
| 4    | RBPT       | 1    |

### Punti per pilota
| Pos. | Pilota           | Punti |
| ---- | ---------------- | ----- |
| 1    | Max Verstappen   | 90    |
| 2    | Charles Leclerc  | 52    |
| 3    | Lando Norris     | 51    |
| 4    | Sergio Pérez     | 48    |
| 5    | George Russell   | 46    |
| 6    | Carlos Sainz Jr. | 41    |
| 7    | Oscar Piastri    | 35    |
| 8    | Lewis Hamilton   | 34    |
| 9    | Fernando Alonso  | 17    |
| 10   | Alexander Albon  | 12    |

### Punti per costruttore
| Pos. | Costruttore  | Punti |
| ---- | ------------ | ----- |
| 1    | Red Bull     | 142   |
| 2    | Ferrari      | 101   |
| 3    | McLaren      | 86    |
| 4    | Mercedes     | 80    |
| 5    | Aston Martin | 22    |
| 6    | Williams     | 14    |
| 7    | Alpine       | 12    |
| =    | RB           | 12    |
| 9    | Alfa Romeo   | 6     |
| 10   | Haas         | 3     |

### Punti per motore
| Pos. | Motore     | Punti |
| ---- | ---------- | ----- |
| 1    | Mercedes   | 202   |
| 2    | Honda RBPT | 116   |
| 3    | Ferrari    | 110   |
| 4    | RBPT       | 38    |
| 5    | Renault    | 12    |